# Prosper Poitevin
Pour les articles homonymes, voir Poitevin.
Prosper Poitevin (Tours, 20 juin 1804 - Paris, 27 octobre 1884) est un grammairien français. 
Il s'est fait connaître par des anthologies de poèmes assez peu connus, par des livres de grammaire et par son Dictionnaire universel, ainsi qu'enfin par l'édition des œuvres complètes de Mathurin Régnier chez Garnier-frères.

## Publications
- Petits poètes français, depuis Malherbe jusqu'à nos jours, Paris, Firmin Didot, 1849 (lire en ligne) Anthologie qui va de Racan (1589-1670) à André Chénier (1762-1794).
- Les contes tourangeaux, gais devis, recueillis et mis en vers par un lettré du Poitou.
- Au petit bonheur , comédie en 1 acte en prose , Paris, 1847 ed. Tresse, représentée pour la première fois, au Théâtre Royal de l'Odéon, le 15 mai 1847 6k6220584n lire en ligne sur Gallica
- Examen critique du dictionnaire universel de M. Bescherelle aîné.
- Notice biographique et littéraire sur Lesage
- 1855 Glossaire raisonné de la langue écrite et parlée
- 1856 Nouveau dictionnaire universel de la langue française
- Notes littéraires, index des mots vieillis ou hors d'usage, étude biographique et littéraire de l'œuvre de Mathurin Régnier. 1860